# 19763 Klimesh
19763 Klimesh è un asteroide della fascia principale. Scoperto nel 2000, presenta un'orbita caratterizzata da un semiasse maggiore pari a 2,3916245 UA e da un'eccentricità di 0,1979782, inclinata di 23,28965° rispetto all'eclittica.